# Селецький Олександр Миколайович
Олександр Миколайович Селецький (1970—2024) — український воєначальник, полковник Збройних сил України, учасник російсько-української війни. Лицар ордена Богдана Хмельницького III ступеня (2016).

## Життєпис
Закінчив Хмельницьке вище артилерійське командне училище, був кадровим військовим, артилеристом. Із червня 2014 року - учасник бойових дій на сході країни .
Станом на 2019 рік тимчасово виконувач обов'язків начальника штабу — першого заступника командувача військ ОК «Захід».
Після початку повномастабного вторгнення ніс службу на Запорізькому напрямку
Помер 29 грудня 2024 року. Похований на батьківщині дружини в місті Хмельницький 1 січня 2025. Здружина та двоє доньок .

## Нагороди
- орден Богдана Хмельницького III ступеня (12 грудня 2016) — за особисту мужність, самовідданість і високий професіоналізм, виявлені у захисті державного суверенітету та територіальної цілісності України, вірність військовій присязі[6];
- медаль «За військову службу Україні» (26 березня 2022) — за особисту мужність і самовіддані дії, виявлені у захисті державного суверенітету та територіальної цілісності України, вірність військовій присязі[7].